# Pheidon (Thesproter)
Pheidon (altgriechisch Φείδων Pheídōn) wird als legendärer König der Thesproter (in Epirus) von Homer erwähnt.
In der damaligen Hauptstadt Ephyra soll König Pheidon den Helden Odysseus beherbergt haben, als Odysseus das Orakel von Dodona aufsuchen wollte. Hierbei werden auch die großen Reichtümer des Königs Pheidon beschrieben.